# Salfit
Salfit albo Salfeet (arab. سلفيت) − miasto w centralnej części Zachodniego Brzegu, w centralnej części wzniesień Samarii, sąsiadujące z żydowskim osiedlem Ari’el. Według danych miasto miało 8.796 mieszkańców w 2007 roku.